# Medal Zasługi Wojskowej (Mołdawia)
Medal Zasługi Wojskowej (rum. Medalia „Meritul Militar”) – mołdawskie odznaczenie państwowe, najwyższy medal w hierarchii odznaczeń państwowych Republiki Mołdawii.

## Zasady nadawania
Medal Zasługi Wojskowej nadawany jest za czyny męstwa i bohaterstwo podczas działań bojowych, obronę niepodległości i suwerenności Republiki Mołdawii, zapewnianie porządku publicznego, obronę praw i wolności człowieka oraz za nienaganną służbę wojskową.

## Opis
Medal Zasługi Wojskowej wykonany jest z tombaku. Awers przedstawia lekko wypukły krzyż pokryty czerwoną emalią. W jego centrum, na powierzchni wypukłego koła, pokrytego białą emalią, znajduje się reliefowy wizerunek herbu państwowego. W dolnej części widnieje wygięty w łuk napis „Zasługi Wojskowe”. Krzyż otoczony jest reliefowym wieńcem laurowym. Spod wieńca wyłaniają się dwa skrzyżowane miecze. Średnica medalu wynosi 30 mm. Medal zapinany jest na oczko, przewiązane wstążką typu moiré składającą się ze złotego pasa pośrodku, dwóch cienkich czarnych pasków po jego obu stornach, następnie dwóch pomarańczowych pasów i na krawędziach dwóch średnich białych pasków. Szerokość wstążki wynosi 25 mm.